# Manuel Blasco (músico)
Manuel Blasco (España, c. 1628 - Quito, c. 1696) fue un religioso jerónimo y compositor quiteño que destacó como maestro de capilla durante la segunda mitad del siglo XVII.

## Breve biografía
Aprendió Artes y Oficios en el Colegio de San Andrés, donde también enseñó. En 1682 fue nombrado maestro de capilla interino de la catedral de Quito el 4 de septiembre, cargo que ocupó hasta el año de su muerte, siendo sucedido por José Ortuño de Larrea. Su salario fue de cuatrocientos pesos al año. Durante su periodo tuvo que despedir a más músicos lo que haría más difícil su trabajo como maestro de capilla, debido a la mala situación económica. También se rebajaron salarios como fue el caso de un arpista que era ciego. Durante esta época además, la Audiencia de Quito sufrió también los saqueos de unos piratas franceses del puerto de Guayaquil por lo que se tuvo que destinar ingresos para ese rescate lo que afecto al cabildo catedralicio con una cuota de mil pesos. Con todas estas dificultades su trabajo fue muy destacable por lo que es considerado como uno de los compositores más destacados de Quito, después de Gutierre Fernández Hidalgo, quien había destacado el siglo anterior. Fue maestro interino de la catedral entre los años 1682 y 1695. Posteriormente le nombraron maestro fijo sin embargo esto causó problemas para Blasco puesto que debió pedir permiso a la Orden jerónima en España y también al Real Consejo de Indias. No obstante estos permisos le fueron denegados lo que haría que su carrera termine y con esto cese de manera brusca uno de los periodos musicales más brillantes de la Audiencia el 16 de diciembre de 1695. No se conoce mucho más de su vida después de este acontecimiento salvo que moriría un año más tarde en la misma ciudad.

## Obra
La mayor parte de su obra, aún se conserva, parte de ella en la catedral de Bogotá y dos partituras firmadas en Quito, una de ellas incluida en el Códice Ibarra, recopilado en 1680. Se tiene constancia de haber compuesto:
- Officium defunctorum (1681)
- Laudate Dominum, a 12 (1683)
- Magnificat
- Sedet a dextris meis
- Ventezillo travieso[6]
- Versos al órgano con dúo para chirimías